# 坂梨氏
坂梨氏（さかなしし）は、日本の氏族のひとつ。日本の肥後国の武家。阿蘇大宮司族。

## 出自
坂梨氏は、肥後国南坂梨郷発祥である。坂梨氏の中から阿蘇神社の「家司」という役職の者が選ばれる。

## 人物
- 坂梨弥吾助：別名、義光[2]。正治二年（1200年）旧暦11月4日[2]、藤原朝臣坂梨弥吾助助命され、阿蘇氏より、阿蘇五宮を奉戴し、山森阿蘇神社を勧請[3]。
- 坂梨七郎：別名、七郎右衛門。農業生産と種の繁栄を祈願して「七郎神」として祀られる[4][5]。八つの神様のうち、性の神様として知られる。
- 坂梨惟春：阿蘇惟景の四男。『阿蘇家文書』の中に見られる最初の坂梨姓である。
- 坂梨惟長：1337年、九州探題の一色頼行と南郷城を占拠[6]。
- 坂梨孫熊丸：1336年、高師直の指名の下、足利尊氏が孫熊丸を阿蘇大宮司職に任命[6][7]。1337年、市下八郎入道道恵と、南郷城を占拠。1338年、阿蘇惟直の死に際して紛失していた後醍醐天皇の綸旨を牧与次秀広から受け取る。牧によれば、後醍醐天皇の綸旨を阿蘇大宮司に返却するようにと、阿蘇大明神が童子の姿で夢に現れた[8]。1341年8月27日、恵良惟澄との合戦で戦死[9]。
- 坂梨乙房丸：孫熊丸の実弟。孫熊丸の死の直前に、北朝大宮司職を継承[7]。1341年8月9日から、1351年まで北朝大宮司[7]。1351年2月18日、阿蘇惟時に従い、阿蘇惟村に大宮司職を譲与。
- 坂梨惟孝：恵良惟澄が、大宮司職を要求する際に、ともに坂梨惟孝に阿蘇社領を安堵する注文を征西府に書き上げている[10]。恵良惟澄は坂梨家を懐柔。
- 坂梨惟祐：別名、坂梨紹元。天正年間に坂梨高城、北坂梨城に在城。1580年、阿蘇惟将の命を受けて軍目付となる[11]。惟祐の子孫は、江戸期に御茶屋をひらき、細川斉樹などがたびたび遊びに来ていた[9]。
- 坂梨惟運：別名、坂梨孫太郎。1585年、惟運は、阿蘇合戦で島津氏と交戦。目丸落ちして、阿蘇惟光と阿蘇惟善を脱出させる[12]。渡辺玄察の『拾集昔語』によれば、「口宣文書ハ坂梨氏背負可申候、此外ノ御宝物ハ浜ノ御所江人シラサル穴蔵有之候ニ隠置、迫、井手両頭在番仕、与御母子様共ニ被成御上京ト申フラシ、鳥居之大門ヲタテテ、小門ヲ聞キ、注連ヲ引廻シ、諸人出入令禁制可罷有候、御両若君ヘハ坂梨氏孫太郎、西源兵衛、渡辺軍兵衛此三人供奉仕、砥用矢部境ノ奥田丸ノ深山幽谷ヘ忍ヒ隠レ守仕、時分ヲ待可申旨申合」とある[12][13]。後、豊臣秀吉の策謀により、惟光は梅北一揆の責任を取らされて自害。1601年、生き延びた阿蘇惟善が、加藤清正の計らいで、阿蘇家を再興する。阿蘇惟善は、坂梨家を阿蘇惣庄屋に任命。
- 坂梨市原助兵衛：初代坂梨御惣庄屋、六代迄御惣庄屋[14]。
- 坂梨善兵衛：内牧手永惣庄屋。1822年没す。阿蘇神社楼門を造営した坂梨順左衛門の父。
- 坂梨惟房：別名、坂梨典次。江戸末期の人物であり、阿蘇黒川に、菊池の川魚を運び、これを放魚・養殖することで、阿蘇の飢饉対策を行った[9]。